# Flèche wallonne 2022
Cet article concerne l'édition masculine de la Flèche wallonne. Pour la course féminine, voir Flèche wallonne féminine 2022.
La Flèche wallonne 2022 est la 86e édition de cette course cycliste masculine sur route. Elle a lieu le 20 avril 2022 dans les provinces de Liège et de Luxembourg, en Belgique, et fait partie du calendrier UCI World Tour 2022 en catégorie 1.UWT. Elle est remportée par le Belge Dylan Teuns de l'équipe Bahrain Victorious.

## Présentation
La Flèche wallonne connaît en 2022 sa 86e édition. Créée en 1936 par le journal Les Sports, elle est organisée depuis 1993 par Amaury Sport Organisation (ASO), ancienne Société du Tour de France. 

### Parcours

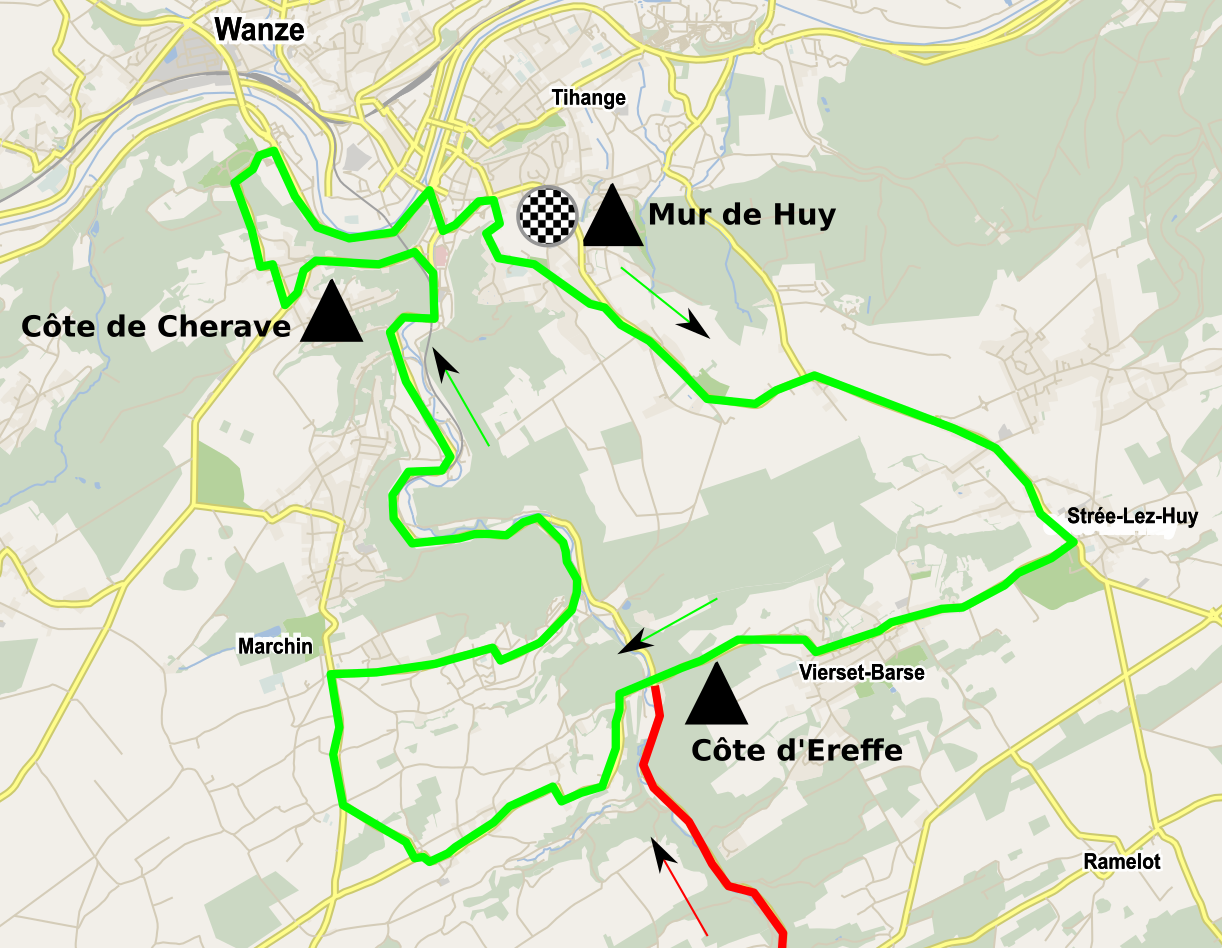
Circuit final de la course

La Flèche wallonne est tracée sur un parcours total de 202,1 kilomètres avec quelques changements par rapport à l'édition précédente. La principale nouveauté est la ligne de départ située pour la première fois à Blegny dans le Pays de Herve  (province de Liège). Après les montées des côtes de Tancrémont et des Forges (souvent gravie dans le final de Liège-Bastogne-Liège), la course fait une brève incursion dans la province de Luxembourg à Tohogne. La classique se termine par le traditionnel Mur de Huy qui est escaladé à trois reprises. Après le premier passage sur la ligne d'arrivée du Mur de Huy, un circuit de 31,2 kilomètres comprenant les côtes d'Ereffe et de Cherave est parcouru deux fois.
Onze côtes sont répertoriées pour cette édition :
| Num | Nom                      | Longueur (m) | Pente moyenne | Kilomètre |
| --- | ------------------------ | ------------ | ------------- | --------- |
| 1   | Côte de Tancrémont       | 2600         | 5,9 %         | 44,2      |
| 2   | Côte des Forges          | 1300         | 7,8 %         | 55,1      |
| 3   | Côte d'Ereffe            | 2200         | 5,6 %         | 121,3     |
| 4   | Côte de Cherave          | 1300         | 8,1 %         | 134,1     |
| 5   | Mur de Huy (1er passage) | 1300         | 10,2 %        | 139,8     |
| 6   | Côte d'Ereffe            | 2200         | 5,6 %         | 152,5     |
| 7   | Côte de Cherave          | 1300         | 8,1 %         | 165,2     |
| 8   | Mur de Huy (2e passage)  | 1300         | 10,2 %        | 170,9     |
| 9   | Côte d'Ereffe            | 2200         | 5,6 %         | 183,6     |
| 10  | Côte de Cherave          | 1300         | 8,1 %         | 196,4     |
| 11  | Mur de Huy (3e passage)  | 1300         | 10,2 %        | 201,2     |

### Équipes
| WorldTeams (18)- AG2R Citroën Team - Astana Qazaqstan Team - Bahrain Victorious - Bora-Hansgrohe - Cofidis - EF Education-EasyPost - Groupama-FDJ - Ineos Grenadiers - Intermarché-Wanty-Gobert Matériaux - Israel-Premier Tech - Jumbo-Visma - Lotto-Soudal - Movistar Team - Quick-Step Alpha Vinyl - BikeExchange-Jayco - Team DSM - Trek-Segafredo - UAE Team Emirates ProTeams (7)- Alpecin-Fenix - Arkéa-Samsic - B&B Hotels-KTM - Bingoal Pauwels Sauces WB - TotalEnergies - Sport Vlaanderen-Baloise - Uno-X Pro Cycling Team |
| |

### Favoris
D'après Todaycycling, le grand favori est le Slovène Tadej Pogačar (UAE Emirates), auteur d'un excellent début de saison et à qui le profil très pentu de l'arrivée au Mur de Huy devrait convenir. Les autres favoris sont le Danois Jonas Vingegaard (Jumbo-Visma), le Russe Aleksandr Vlasov (Bora Hansgrohe), le Colombien Daniel Martínez (Ineos Grenadiers), récent vainqueur du Tour du Pays basque, le Polonais Michał Kwiatkowski (cyclisme) (Ineos Grenadiers), vainqueur à l'Amstel, les Français Warren Barguil (Arkéa Samsic) et Julian Alaphilippe (Quick-Step Alpha Vinyl), triple vainqueur de la course dont l'édition précédente, son jeune coéquipier belge Remco Evenepoel et le vétéran espagnol Alejandro Valverde (Movistar), quintuple vainqueur à Huy.

## Récit de la course
Après une quarantaine de kilomètres, un groupe de dix coureurs se forme et fait la course en tête avec jusqu'à plus de trois minutes d'avance sur le peloton. Lors du premier passage sur la ligne d'arrivée du Mur de Huy (62 km de l'arrivée), les fuyards sont encore huit et ne possèdent plus qu'une minute d'avance sur le peloton. Et lors du deuxième passage sur la ligne d'arrivée (31 km de l'arrivée), les échappés ne sont plus que quatre : Daryl Impey (Israel-PremierTech), Bruno Armirail (Groupama-FDJ), Jimmy Janssens (Alpecin-Fenix) et Valentin Ferron (TotalEnergies). Ce quatuor compte encore 20" d'avance sur Simon Carr (EF Education), sorti du peloton et Simon Guglielmi (Arkéa-Samsic), lâché du groupe de tête. Le peloton se maintient à une petite minute. À 20 km du terme, Carr et Gugliemi reviennent sur les quatre premiers mais le peloton n'est plus qu'à 20". Un kilomètre plus loin, dans la dernière montée de la côte d'Ereffe, Carr et Ferron lâchent leurs adversaires et font la course en tête. Ils sont toutefois repris par le peloton à 9 kilomètres de l'arrivée. Dans la dernière ascension de la côte de Cherave, Rémy Rochas (Cofidis) place une attaque. Il est rejoint par Mauri Vansevenant (Quick-Step Alpha Vinyl) puis par Søren Kragh Andersen (DSM). Le Belge et le Danois s'isolent en tête dans la descente mais ils sont repris par le peloton au pied du Mur de Huy. Dans l'ultime ascension du Mur, Dylan Teuns (Bahrain Victorious) dépasse Alejandro Valverde (Movistar) aux 200 mètres et maintient une avance suffisante pour remporter la Flèche.

## Classements

### Classement de la course
| \| Classement général \| Classement général \| Classement général \| Classement général \| Classement général \| \| Coureur \| Coureur \| Pays \| Équipe \| Temps \| \| ------------------ \| ------------------ \| ------------------ \| ---------------------------------- \| ------------------ \| \| 1er \| Dylan Teuns \| Belgique \| Bahrain Victorious \| 4 h 42 min 12 s \| \| 2e \| Alejandro Valverde \| Espagne \| Movistar Team \| + 2 s \| \| 3e \| Aleksandr Vlasov \| Russie \| Bora-Hansgrohe \| + 2 s \| \| 4e \| Julian Alaphilippe \| France \| Quick-Step Alpha Vinyl \| + 5 s \| \| 5e \| Daniel Martínez \| Colombie \| Ineos Grenadiers \| + 7 s \| \| 6e \| Michael Woods \| Canada \| Israel-Premier Tech \| + 7 s \| \| 7e \| Ruben Guerreiro \| Portugal \| EF Education-EasyPost \| + 7 s \| \| 8e \| Rudy Molard \| France \| Groupama-FDJ \| + 7 s \| \| 9e \| Warren Barguil \| France \| Arkéa-Samsic \| + 7 s \| \| 10e \| Alexis Vuillermoz \| France \| TotalEnergies \| + 7 s \| \| 11e \| Tiesj Benoot \| Belgique \| Jumbo-Visma \| + 7 s \| \| 12e \| Tadej Pogačar \| Slovénie \| UAE Team Emirates \| + 7 s \| \| 13e \| Benoît Cosnefroy \| France \| AG2R Citroën Team \| + 7 s \| \| 14e \| Nick Schultz \| Australie \| BikeExchange-Jayco \| + 7 s \| \| 15e \| Domenico Pozzovivo \| Italie \| Intermarché-Wanty-Gobert Matériaux \| + 7 s \| \| 16e \| Jesús Herrada \| Espagne \| Cofidis \| + 15 s \| \| 17e \| Quentin Pacher \| France \| Groupama-FDJ \| + 17 s \| \| 18e \| Mattias Skjelmose \| Danemark \| Trek-Segafredo \| + 21 s \| \| 19e \| Neilson Powless \| États-Unis \| EF Education-EasyPost \| + 24 s \| \| 20e \| Tobias Johannessen \| Norvège \| Uno-X Pro Cycling Team \| + 24 s \| |                    |            |                                    |                 |
| |                    |            |                                    |                 |
| Source : ProCyclingStats |                    |            |                                    |                 |
| Classement général |                    |            |                                    |                 |
| Coureur | Coureur            | Pays       | Équipe                             | Temps           |
| 1er | Dylan Teuns        | Belgique   | Bahrain Victorious                 | 4 h 42 min 12 s |
| 2e | Alejandro Valverde | Espagne    | Movistar Team                      | + 2 s           |
| 3e | Aleksandr Vlasov   | Russie     | Bora-Hansgrohe                     | + 2 s           |
| 4e | Julian Alaphilippe | France     | Quick-Step Alpha Vinyl             | + 5 s           |
| 5e | Daniel Martínez    | Colombie   | Ineos Grenadiers                   | + 7 s           |
| 6e | Michael Woods      | Canada     | Israel-Premier Tech                | + 7 s           |
| 7e | Ruben Guerreiro    | Portugal   | EF Education-EasyPost              | + 7 s           |
| 8e | Rudy Molard        | France     | Groupama-FDJ                       | + 7 s           |
| 9e | Warren Barguil     | France     | Arkéa-Samsic                       | + 7 s           |
| 10e | Alexis Vuillermoz  | France     | TotalEnergies                      | + 7 s           |
| 11e | Tiesj Benoot       | Belgique   | Jumbo-Visma                        | + 7 s           |
| 12e | Tadej Pogačar      | Slovénie   | UAE Team Emirates                  | + 7 s           |
| 13e | Benoît Cosnefroy   | France     | AG2R Citroën Team                  | + 7 s           |
| 14e | Nick Schultz       | Australie  | BikeExchange-Jayco                 | + 7 s           |
| 15e | Domenico Pozzovivo | Italie     | Intermarché-Wanty-Gobert Matériaux | + 7 s           |
| 16e | Jesús Herrada      | Espagne    | Cofidis                            | + 15 s          |
| 17e | Quentin Pacher     | France     | Groupama-FDJ                       | + 17 s          |
| 18e | Mattias Skjelmose  | Danemark   | Trek-Segafredo                     | + 21 s          |
| 19e | Neilson Powless    | États-Unis | EF Education-EasyPost              | + 24 s          |
| 20e | Tobias Johannessen | Norvège    | Uno-X Pro Cycling Team             | + 24 s          |

### Classements UCI
La course attribue des points au Classement mondial UCI 2022 selon le barème suivant.
| Position           | 1er | 2e  | 3e  | 4e  | 5e  | 6e  | 7e  | 8e  | 9e | 10e | 11e | 12e | 13e | 14e | 15e | 16e à 20e | 21e à 30e | 31e à 50e | 51e à 55e | 56e à 60e |
| Classement général | 400 | 320 | 260 | 220 | 180 | 140 | 120 | 100 | 80 | 68  | 56  | 48  | 40  | 32  | 28  | 24        | 16        | 8         | 4         | 2         |

## Liste des participants
| Légende | Légende                                                                    | Légende | Légende                                                    |
| ------- | -------------------------------------------------------------------------- | ------- | ---------------------------------------------------------- |
| Num     | Dossard de départ porté par le coureur sur cette Flèche wallonne           | Pos     | Position à l'arrivée de la course                          |
|         | Indique un maillot de champion national ou mondial, suivi de sa spécialité | NP      | Indique un coureur qui n'a pas pris le départ de la course |
| AB      | Indique un coureur qui n'a pas terminé la course                           | HD      | Indique un coureur qui a terminé la course hors des délais |

| Quick-Step Alpha Vinyl QST | Quick-Step Alpha Vinyl QST       | Quick-Step Alpha Vinyl QST |
| -------------------------- | -------------------------------- | -------------------------- |
| Num                        | Coureur                          | Pos                        |
| 1                          | Julian Alaphilippe (FRA) (route) | 4e                         |
| 2                          | Remco Evenepoel (BEL)            | 43e                        |
| 3                          | Pieter Serry (BEL)               | AB                         |
| 4                          | Mauri Vansevenant (BEL)          | 64e                        |
| 5                          | Stan Van Tricht (BEL)            | AB                         |
| 6                          | Ilan Van Wilder (BEL)            | 80e                        |
| 7                          | Louis Vervaeke (BEL)             | 104e                       |

| Jumbo-Visma TJV | Jumbo-Visma TJV        | Jumbo-Visma TJV |
| --------------- | ---------------------- | --------------- |
| Num             | Coureur                | Pos             |
| 11              | Jonas Vingegaard (DEN) | AB              |
| 12              | Tiesj Benoot (BEL)     | 11e             |
| 13              | Pascal Eenkhoorn (NED) | 111e            |
| 14              | Robert Gesink (NED)    | 58e             |
| 15              | Michel Hessmann (GER)  | 134e            |
| 16              | Gijs Leemreize (NED)   | 52e             |
| 17              | Jos van Emden (NED)    | 112e            |

| Movistar Team MOV | Movistar Team MOV        | Movistar Team MOV |
| ----------------- | ------------------------ | ----------------- |
| Num               | Coureur                  | Pos               |
| 21                | Alejandro Valverde (ESP) | 2e                |
| 22                | Gorka Izagirre (ESP)     | 62e               |
| 23                | Oier Lazkano (ESP)       | AB                |
| 24                | Lluís Mas (ESP)          | 86e               |
| 25                | Enric Mas (ESP)          | 33e               |
| 26                | Gregor Mühlberger (AUT)  | 105e              |
| 27                | Carlos Verona (ESP)      | 57e               |

| Israel-Premier Tech IPT | Israel-Premier Tech IPT        | Israel-Premier Tech IPT |
| ----------------------- | ------------------------------ | ----------------------- |
| Num                     | Coureur                        | Pos                     |
| 31                      | Michael Woods (CAN)            | 6e                      |
| 32                      | Jenthe Biermans (BEL)          | AB                      |
| 33                      | Guillaume Boivin (CAN) (route) | AB                      |
| 34                      | Jakob Fuglsang (DEN)           | 53e                     |
| 35                      | Reto Hollenstein (SUI)         | 119e                    |
| 36                      | Hugo Houle (CAN)               | 54e                     |
| 37                      | Daryl Impey (RSA)              | 113e                    |

| Arkéa-Samsic ARK | Arkéa-Samsic ARK        | Arkéa-Samsic ARK |
| ---------------- | ----------------------- | ---------------- |
| Num              | Coureur                 | Pos              |
| 41               | Warren Barguil (FRA)    | 9e               |
| 42               | Winner Anacona (COL)    | 85e              |
| 43               | Anthony Delaplace (FRA) | 66e              |
| 44               | Élie Gesbert (FRA)      | 47e              |
| 45               | Simon Guglielmi (FRA)   | 106e             |
| 46               | Łukasz Owsian (POL)     | 83e              |
| 47               | Alan Riou (FRA)         | AB               |

| UAE Team Emirates UAD | UAE Team Emirates UAD      | UAE Team Emirates UAD |
| --------------------- | -------------------------- | --------------------- |
| Num                   | Coureur                    | Pos                   |
| 51                    | Tadej Pogačar (SLO)        | 12e                   |
| 52                    | Juan Ayuso (ESP)           | AB                    |
| 53                    | Marc Hirschi (SUI)         | 32e                   |
| 54                    | Vegard Stake Laengen (NOR) | 133e                  |
| 55                    | Jan Polanc (SLO)           | 48e                   |
| 56                    | Marc Soler (ESP)           | 63e                   |
| 57                    | Diego Ulissi (ITA)         | 29e                   |

| Ineos Grenadiers IGD | Ineos Grenadiers IGD      | Ineos Grenadiers IGD |
| -------------------- | ------------------------- | -------------------- |
| Num                  | Coureur                   | Pos                  |
| 61                   | Tom Pidcock (GBR)         | AB                   |
| 62                   | Laurens De Plus (BEL)     | AB                   |
| 63                   | Omar Fraile (ESP) (route) | AB                   |
| 64                   | Michał Kwiatkowski (POL)  | 92e                  |
| 65                   | Daniel Martínez (COL)     | 5e                   |
| 66                   | Carlos Rodríguez (ESP)    | 37e                  |
| 67                   | Geraint Thomas (GBR)      | 98e                  |

| Groupama-FDJ GFC | Groupama-FDJ GFC            | Groupama-FDJ GFC |
| ---------------- | --------------------------- | ---------------- |
| Num              | Coureur                     | Pos              |
| 71               | Rudy Molard (FRA)           | 8e               |
| 72               | Bruno Armirail (FRA)        | 107e             |
| 73               | Kevin Geniets (LUX) (route) | 44e              |
| 74               | Matthieu Ladagnous (FRA)    | 122e             |
| 75               | Quentin Pacher (FRA)        | 17e              |
| 76               | Sébastien Reichenbach (SUI) | 30e              |
| 77               | Anthony Roux (FRA)          | 101e             |

| BikeExchange-Jayco BEX | BikeExchange-Jayco BEX        | BikeExchange-Jayco BEX |
| ---------------------- | ----------------------------- | ---------------------- |
| Num                    | Coureur                       | Pos                    |
| 81                     | Michael Matthews (AUS)        | NP                     |
| 82                     | Alexandre Balmer (SUI)        | 120e                   |
| 83                     | Tsgabu Grmay (ETH)            | 103e                   |
| 84                     | Christopher Juul Jensen (DEN) | 125e                   |
| 85                     | Jan Maas (NED)                | 121e                   |
| 86                     | Jesús David Peña (COL)        | 139e                   |
| 87                     | Nick Schultz (AUS)            | 14e                    |

| Bora-Hansgrohe BOH | Bora-Hansgrohe BOH           | Bora-Hansgrohe BOH |
| ------------------ | ---------------------------- | ------------------ |
| Num                | Coureur                      | Pos                |
| 91                 | Aleksandr Vlasov (RUS)       | 3e                 |
| 92                 | Giovanni Aleotti (ITA)       | 97e                |
| 93                 | Cesare Benedetti (POL)       | 75e                |
| 94                 | Jai Hindley (AUS)            | 26e                |
| 95                 | Patrick Konrad (AUT) (route) | AB                 |
| 96                 | Ide Schelling (NED)          | 136e               |
| 97                 | Frederik Wandahl (DEN)       | 102e               |

| Trek-Segafredo TFS | Trek-Segafredo TFS       | Trek-Segafredo TFS |
| ------------------ | ------------------------ | ------------------ |
| Num                | Coureur                  | Pos                |
| 101                | Bauke Mollema (NED)      | 21e                |
| 102                | Julien Bernard (FRA)     | 81e                |
| 103                | Gianluca Brambilla (ITA) | 36e                |
| 104                | Tony Gallopin (FRA)      | 82e                |
| 105                | Mattias Skjelmose (DEN)  | 18e                |
| 106                | Alexander Kamp (DEN)     | AB                 |
| 107                | Antwan Tolhoek (NED)     | 46e                |

| Alpecin-Fenix AFC | Alpecin-Fenix AFC       | Alpecin-Fenix AFC |
| ----------------- | ----------------------- | ----------------- |
| Num               | Coureur                 | Pos               |
| 111               | Xandro Meurisse (BEL)   | 35e               |
| 112               | Floris De Tier (BEL)    | 39e               |
| 113               | Jimmy Janssens (BEL)    | 110e              |
| 114               | Kristian Sbaragli (ITA) | 68e               |
| 115               | Robert Stannard (AUS)   | 70e               |
| 116               | Scott Thwaites (GBR)    | 124e              |
| 117               | Gianni Vermeersch (BEL) | 100e              |

| Astana Qazaqstan Team AST | Astana Qazaqstan Team AST      | Astana Qazaqstan Team AST |
| ------------------------- | ------------------------------ | ------------------------- |
| Num                       | Coureur                        | Pos                       |
| 121                       | Vincenzo Nibali (ITA)          | 34e                       |
| 122                       | Leonardo Basso (ITA)           | AB                        |
| 123                       | Stefan de Bod (RSA)            | 65e                       |
| 124                       | Yevgeniy Fedorov (KAZ) (route) | AB                        |
| 125                       | Antonio Nibali (ITA)           | 128e                      |
| 126                       | Simone Velasco (ITA)           | 69e                       |
| 127                       | Andrey Zeits (KAZ)             | 31e                       |

| Intermarché-Wanty-Gobert Matériaux IWG | Intermarché-Wanty-Gobert Matériaux IWG | Intermarché-Wanty-Gobert Matériaux IWG |
| -------------------------------------- | -------------------------------------- | -------------------------------------- |
| Num                                    | Coureur                                | Pos                                    |
| 131                                    | Domenico Pozzovivo (ITA)               | 15e                                    |
| 132                                    | Jan Bakelants (BEL)                    | 71e                                    |
| 133                                    | Théo Delacroix (FRA)                   | 131e                                   |
| 134                                    | Quinten Hermans (BEL)                  | 61e                                    |
| 135                                    | Laurens Huys (BEL)                     | AB                                     |
| 136                                    | Simone Petilli (ITA)                   | 50e                                    |
| 137                                    | Georg Zimmermann (GER)                 | 60e                                    |

| Cofidis COF | Cofidis COF         | Cofidis COF |
| ----------- | ------------------- | ----------- |
| Num         | Coureur             | Pos         |
| 141         | Ion Izagirre (ESP)  | 129e        |
| 142         | Simon Geschke (GER) | 49e         |
| 143         | Jesús Herrada (ESP) | 16e         |
| 144         | Victor Lafay (FRA)  | 22e         |
| 145         | Anthony Perez (FRA) | 93e         |
| 146         | Rémy Rochas (FRA)   | 90e         |
| 147         | Axel Zingle (FRA)   | 88e         |

| AG2R Citroën Team ACT | AG2R Citroën Team ACT        | AG2R Citroën Team ACT |
| --------------------- | ---------------------------- | --------------------- |
| Num                   | Coureur                      | Pos                   |
| 151                   | Benoît Cosnefroy (FRA)       | 13e                   |
| 152                   | Mikaël Cherel (FRA)          | 87e                   |
| 153                   | Dorian Godon (FRA)           | 74e                   |
| 154                   | Bob Jungels (LUX)            | 78e                   |
| 155                   | Paul Lapeira (FRA)           | 138e                  |
| 156                   | Aurélien Paret-Peintre (FRA) | 73e                   |
| 157                   | Lawrence Warbasse (USA)      | 116e                  |

| Uno-X Pro Cycling Team UXT | Uno-X Pro Cycling Team UXT  | Uno-X Pro Cycling Team UXT |
| -------------------------- | --------------------------- | -------------------------- |
| Num                        | Coureur                     | Pos                        |
| 161                        | Tobias Johannessen (NOR)    | 20e                        |
| 162                        | Idar Andersen (NOR)         | AB                         |
| 163                        | Fredrik Dversnes (NOR)      | 117e                       |
| 164                        | Morten Hulgaard (DEN)       | 123e                       |
| 165                        | Jacob Hindsgaul (DEN)       | AB                         |
| 166                        | Torjus Sleen (NOR)          | AB                         |
| 167                        | Jonas Gregaard Wilsly (DEN) | 59e                        |

| Bahrain Victorious TBV | Bahrain Victorious TBV  | Bahrain Victorious TBV |
| ---------------------- | ----------------------- | ---------------------- |
| Num                    | Coureur                 | Pos                    |
| 171                    | Wout Poels (NED)        | 25e                    |
| 172                    | Damiano Caruso (ITA)    | 96e                    |
| 173                    | Jack Haig (AUS)         | 41e                    |
| 174                    | Gino Mäder (SUI)        | 55e                    |
| 175                    | Luis León Sánchez (ESP) | 51e                    |
| 176                    | Dylan Teuns (BEL)       | 1er                    |
| 177                    | Stephen Williams (GBR)  | 99e                    |

| Team DSM DSM | Team DSM DSM               | Team DSM DSM |
| ------------ | -------------------------- | ------------ |
| Num          | Coureur                    | Pos          |
| 181          | Søren Kragh Andersen (DEN) | 40e          |
| 182          | Romain Combaud (FRA)       | 89e          |
| 183          | Leon Heinschke (GER)       | 84e          |
| 184          | Joris Nieuwenhuis (NED)    | AB           |
| 185          | Florian Stork (GER)        | 137e         |
| 186          | Henri Vandenabeele (BEL)   | 94e          |
| 187          | Kevin Vermaerke (USA)      | AB           |

| TotalEnergies TEN | TotalEnergies TEN        | TotalEnergies TEN |
| ----------------- | ------------------------ | ----------------- |
| Num               | Coureur                  | Pos               |
| 191               | Alexis Vuillermoz (FRA)  | 10e               |
| 192               | Jérémy Cabot (FRA)       | 38e               |
| 193               | Fabien Doubey (FRA)      | AB                |
| 194               | Valentin Ferron (FRA)    | 109e              |
| 195               | Alan Jousseaume (FRA)    | 91e               |
| 196               | Paul Ourselin (FRA)      | 72e               |
| 197               | Cristian Rodríguez (ESP) | 45e               |

| EF Education-EasyPost EFE | EF Education-EasyPost EFE  | EF Education-EasyPost EFE |
| ------------------------- | -------------------------- | ------------------------- |
| Num                       | Coureur                    | Pos                       |
| 201                       | Rigoberto Urán (COL)       | 42e                       |
| 202                       | Ruben Guerreiro (POR)      | 7e                        |
| 203                       | Alberto Bettiol (ITA)      | 127e                      |
| 204                       | Simon Carr (GBR)           | 108e                      |
| 205                       | Odd Christian Eiking (NOR) | 24e                       |
| 206                       | Ben Healy (IRL)            | 130e                      |
| 207                       | Neilson Powless (USA)      | 19e                       |

| Lotto-Soudal LTS | Lotto-Soudal LTS         | Lotto-Soudal LTS |
| ---------------- | ------------------------ | ---------------- |
| Num              | Coureur                  | Pos              |
| 211              | Tim Wellens (BEL)        | 23e              |
| 212              | Thomas De Gendt (BEL)    | AB               |
| 213              | Sébastien Grignard (BEL) | 132e             |
| 214              | Matthew Holmes (GBR)     | 77e              |
| 215              | Andreas Kron (DEN)       | NP               |
| 216              | Sylvain Moniquet (BEL)   | 28e              |
| 217              | Viktor Verschaeve (BEL)  | 95e              |

| Sport Vlaanderen-Baloise SVB | Sport Vlaanderen-Baloise SVB | Sport Vlaanderen-Baloise SVB |
| ---------------------------- | ---------------------------- | ---------------------------- |
| Num                          | Coureur                      | Pos                          |
| 221                          | Jenno Berckmoes (BEL)        | 115e                         |
| 222                          | Ruben Apers (BEL)            | 135e                         |
| 223                          | Kamiel Bonneu (BEL)          | 27e                          |
| 224                          | Gilles De Wilde (BEL)        | 140e                         |
| 225                          | Rune Herregodts (BEL)        | AB                           |
| 226                          | Jens Reynders (BEL)          | AB                           |
| 227                          | Aaron Van Poucke (BEL)       | AB                           |

| Bingoal Pauwels Sauces WB BWB | Bingoal Pauwels Sauces WB BWB | Bingoal Pauwels Sauces WB BWB |
| ----------------------------- | ----------------------------- | ----------------------------- |
| Num                           | Coureur                       | Pos                           |
| 231                           | Mathijs Paasschens (NED)      | AB                            |
| 232                           | Johan Meens (BEL)             | AB                            |
| 233                           | Rémy Mertz (BEL)              | AB                            |
| 234                           | Kenny Molly (BEL)             | 76e                           |
| 235                           | Tom Paquot (BEL)              | 118e                          |
| 236                           | Marco Tizza (ITA)             | 126e                          |
| 237                           | Luc Wirtgen (LUX)             | AB                            |

| B&B Hotels-KTM BBK | B&B Hotels-KTM BBK     | B&B Hotels-KTM BBK |
| ------------------ | ---------------------- | ------------------ |
| Num                | Coureur                | Pos                |
| 241                | Franck Bonnamour (FRA) | AB                 |
| 242                | Alan Boileau (FRA)     | AB                 |
| 243                | Cyril Gautier (FRA)    | AB                 |
| 244                | Jonathan Hivert (FRA)  | 67e                |
| 245                | Victor Koretzky (FRA)  | 56e                |
| 246                | Eliot Lietaer (BEL)    | 79e                |
| 247                | Pierre Rolland (FRA)   | 114e               |

| Quick-Step Alpha Vinyl QST | Quick-Step Alpha Vinyl QST       | Quick-Step Alpha Vinyl QST |
| -------------------------- | -------------------------------- | -------------------------- |
| Num                        | Coureur                          | Pos                        |
| 1                          | Julian Alaphilippe (FRA) (route) | 4e                         |
| 2                          | Remco Evenepoel (BEL)            | 43e                        |
| 3                          | Pieter Serry (BEL)               | AB                         |
| 4                          | Mauri Vansevenant (BEL)          | 64e                        |
| 5                          | Stan Van Tricht (BEL)            | AB                         |
| 6                          | Ilan Van Wilder (BEL)            | 80e                        |
| 7                          | Louis Vervaeke (BEL)             | 104e                       |

| Jumbo-Visma TJV | Jumbo-Visma TJV        | Jumbo-Visma TJV |
| --------------- | ---------------------- | --------------- |
| Num             | Coureur                | Pos             |
| 11              | Jonas Vingegaard (DEN) | AB              |
| 12              | Tiesj Benoot (BEL)     | 11e             |
| 13              | Pascal Eenkhoorn (NED) | 111e            |
| 14              | Robert Gesink (NED)    | 58e             |
| 15              | Michel Hessmann (GER)  | 134e            |
| 16              | Gijs Leemreize (NED)   | 52e             |
| 17              | Jos van Emden (NED)    | 112e            |

| Movistar Team MOV | Movistar Team MOV        | Movistar Team MOV |
| ----------------- | ------------------------ | ----------------- |
| Num               | Coureur                  | Pos               |
| 21                | Alejandro Valverde (ESP) | 2e                |
| 22                | Gorka Izagirre (ESP)     | 62e               |
| 23                | Oier Lazkano (ESP)       | AB                |
| 24                | Lluís Mas (ESP)          | 86e               |
| 25                | Enric Mas (ESP)          | 33e               |
| 26                | Gregor Mühlberger (AUT)  | 105e              |
| 27                | Carlos Verona (ESP)      | 57e               |

| Israel-Premier Tech IPT | Israel-Premier Tech IPT        | Israel-Premier Tech IPT |
| ----------------------- | ------------------------------ | ----------------------- |
| Num                     | Coureur                        | Pos                     |
| 31                      | Michael Woods (CAN)            | 6e                      |
| 32                      | Jenthe Biermans (BEL)          | AB                      |
| 33                      | Guillaume Boivin (CAN) (route) | AB                      |
| 34                      | Jakob Fuglsang (DEN)           | 53e                     |
| 35                      | Reto Hollenstein (SUI)         | 119e                    |
| 36                      | Hugo Houle (CAN)               | 54e                     |
| 37                      | Daryl Impey (RSA)              | 113e                    |

| Arkéa-Samsic ARK | Arkéa-Samsic ARK        | Arkéa-Samsic ARK |
| ---------------- | ----------------------- | ---------------- |
| Num              | Coureur                 | Pos              |
| 41               | Warren Barguil (FRA)    | 9e               |
| 42               | Winner Anacona (COL)    | 85e              |
| 43               | Anthony Delaplace (FRA) | 66e              |
| 44               | Élie Gesbert (FRA)      | 47e              |
| 45               | Simon Guglielmi (FRA)   | 106e             |
| 46               | Łukasz Owsian (POL)     | 83e              |
| 47               | Alan Riou (FRA)         | AB               |

| UAE Team Emirates UAD | UAE Team Emirates UAD      | UAE Team Emirates UAD |
| --------------------- | -------------------------- | --------------------- |
| Num                   | Coureur                    | Pos                   |
| 51                    | Tadej Pogačar (SLO)        | 12e                   |
| 52                    | Juan Ayuso (ESP)           | AB                    |
| 53                    | Marc Hirschi (SUI)         | 32e                   |
| 54                    | Vegard Stake Laengen (NOR) | 133e                  |
| 55                    | Jan Polanc (SLO)           | 48e                   |
| 56                    | Marc Soler (ESP)           | 63e                   |
| 57                    | Diego Ulissi (ITA)         | 29e                   |

| Ineos Grenadiers IGD | Ineos Grenadiers IGD      | Ineos Grenadiers IGD |
| -------------------- | ------------------------- | -------------------- |
| Num                  | Coureur                   | Pos                  |
| 61                   | Tom Pidcock (GBR)         | AB                   |
| 62                   | Laurens De Plus (BEL)     | AB                   |
| 63                   | Omar Fraile (ESP) (route) | AB                   |
| 64                   | Michał Kwiatkowski (POL)  | 92e                  |
| 65                   | Daniel Martínez (COL)     | 5e                   |
| 66                   | Carlos Rodríguez (ESP)    | 37e                  |
| 67                   | Geraint Thomas (GBR)      | 98e                  |

| Groupama-FDJ GFC | Groupama-FDJ GFC            | Groupama-FDJ GFC |
| ---------------- | --------------------------- | ---------------- |
| Num              | Coureur                     | Pos              |
| 71               | Rudy Molard (FRA)           | 8e               |
| 72               | Bruno Armirail (FRA)        | 107e             |
| 73               | Kevin Geniets (LUX) (route) | 44e              |
| 74               | Matthieu Ladagnous (FRA)    | 122e             |
| 75               | Quentin Pacher (FRA)        | 17e              |
| 76               | Sébastien Reichenbach (SUI) | 30e              |
| 77               | Anthony Roux (FRA)          | 101e             |

| BikeExchange-Jayco BEX | BikeExchange-Jayco BEX        | BikeExchange-Jayco BEX |
| ---------------------- | ----------------------------- | ---------------------- |
| Num                    | Coureur                       | Pos                    |
| 81                     | Michael Matthews (AUS)        | NP                     |
| 82                     | Alexandre Balmer (SUI)        | 120e                   |
| 83                     | Tsgabu Grmay (ETH)            | 103e                   |
| 84                     | Christopher Juul Jensen (DEN) | 125e                   |
| 85                     | Jan Maas (NED)                | 121e                   |
| 86                     | Jesús David Peña (COL)        | 139e                   |
| 87                     | Nick Schultz (AUS)            | 14e                    |

| Bora-Hansgrohe BOH | Bora-Hansgrohe BOH           | Bora-Hansgrohe BOH |
| ------------------ | ---------------------------- | ------------------ |
| Num                | Coureur                      | Pos                |
| 91                 | Aleksandr Vlasov (RUS)       | 3e                 |
| 92                 | Giovanni Aleotti (ITA)       | 97e                |
| 93                 | Cesare Benedetti (POL)       | 75e                |
| 94                 | Jai Hindley (AUS)            | 26e                |
| 95                 | Patrick Konrad (AUT) (route) | AB                 |
| 96                 | Ide Schelling (NED)          | 136e               |
| 97                 | Frederik Wandahl (DEN)       | 102e               |

| Trek-Segafredo TFS | Trek-Segafredo TFS       | Trek-Segafredo TFS |
| ------------------ | ------------------------ | ------------------ |
| Num                | Coureur                  | Pos                |
| 101                | Bauke Mollema (NED)      | 21e                |
| 102                | Julien Bernard (FRA)     | 81e                |
| 103                | Gianluca Brambilla (ITA) | 36e                |
| 104                | Tony Gallopin (FRA)      | 82e                |
| 105                | Mattias Skjelmose (DEN)  | 18e                |
| 106                | Alexander Kamp (DEN)     | AB                 |
| 107                | Antwan Tolhoek (NED)     | 46e                |

| Alpecin-Fenix AFC | Alpecin-Fenix AFC       | Alpecin-Fenix AFC |
| ----------------- | ----------------------- | ----------------- |
| Num               | Coureur                 | Pos               |
| 111               | Xandro Meurisse (BEL)   | 35e               |
| 112               | Floris De Tier (BEL)    | 39e               |
| 113               | Jimmy Janssens (BEL)    | 110e              |
| 114               | Kristian Sbaragli (ITA) | 68e               |
| 115               | Robert Stannard (AUS)   | 70e               |
| 116               | Scott Thwaites (GBR)    | 124e              |
| 117               | Gianni Vermeersch (BEL) | 100e              |

| Astana Qazaqstan Team AST | Astana Qazaqstan Team AST      | Astana Qazaqstan Team AST |
| ------------------------- | ------------------------------ | ------------------------- |
| Num                       | Coureur                        | Pos                       |
| 121                       | Vincenzo Nibali (ITA)          | 34e                       |
| 122                       | Leonardo Basso (ITA)           | AB                        |
| 123                       | Stefan de Bod (RSA)            | 65e                       |
| 124                       | Yevgeniy Fedorov (KAZ) (route) | AB                        |
| 125                       | Antonio Nibali (ITA)           | 128e                      |
| 126                       | Simone Velasco (ITA)           | 69e                       |
| 127                       | Andrey Zeits (KAZ)             | 31e                       |

| Intermarché-Wanty-Gobert Matériaux IWG | Intermarché-Wanty-Gobert Matériaux IWG | Intermarché-Wanty-Gobert Matériaux IWG |
| -------------------------------------- | -------------------------------------- | -------------------------------------- |
| Num                                    | Coureur                                | Pos                                    |
| 131                                    | Domenico Pozzovivo (ITA)               | 15e                                    |
| 132                                    | Jan Bakelants (BEL)                    | 71e                                    |
| 133                                    | Théo Delacroix (FRA)                   | 131e                                   |
| 134                                    | Quinten Hermans (BEL)                  | 61e                                    |
| 135                                    | Laurens Huys (BEL)                     | AB                                     |
| 136                                    | Simone Petilli (ITA)                   | 50e                                    |
| 137                                    | Georg Zimmermann (GER)                 | 60e                                    |

| Cofidis COF | Cofidis COF         | Cofidis COF |
| ----------- | ------------------- | ----------- |
| Num         | Coureur             | Pos         |
| 141         | Ion Izagirre (ESP)  | 129e        |
| 142         | Simon Geschke (GER) | 49e         |
| 143         | Jesús Herrada (ESP) | 16e         |
| 144         | Victor Lafay (FRA)  | 22e         |
| 145         | Anthony Perez (FRA) | 93e         |
| 146         | Rémy Rochas (FRA)   | 90e         |
| 147         | Axel Zingle (FRA)   | 88e         |

| AG2R Citroën Team ACT | AG2R Citroën Team ACT        | AG2R Citroën Team ACT |
| --------------------- | ---------------------------- | --------------------- |
| Num                   | Coureur                      | Pos                   |
| 151                   | Benoît Cosnefroy (FRA)       | 13e                   |
| 152                   | Mikaël Cherel (FRA)          | 87e                   |
| 153                   | Dorian Godon (FRA)           | 74e                   |
| 154                   | Bob Jungels (LUX)            | 78e                   |
| 155                   | Paul Lapeira (FRA)           | 138e                  |
| 156                   | Aurélien Paret-Peintre (FRA) | 73e                   |
| 157                   | Lawrence Warbasse (USA)      | 116e                  |

| Uno-X Pro Cycling Team UXT | Uno-X Pro Cycling Team UXT  | Uno-X Pro Cycling Team UXT |
| -------------------------- | --------------------------- | -------------------------- |
| Num                        | Coureur                     | Pos                        |
| 161                        | Tobias Johannessen (NOR)    | 20e                        |
| 162                        | Idar Andersen (NOR)         | AB                         |
| 163                        | Fredrik Dversnes (NOR)      | 117e                       |
| 164                        | Morten Hulgaard (DEN)       | 123e                       |
| 165                        | Jacob Hindsgaul (DEN)       | AB                         |
| 166                        | Torjus Sleen (NOR)          | AB                         |
| 167                        | Jonas Gregaard Wilsly (DEN) | 59e                        |

| Bahrain Victorious TBV | Bahrain Victorious TBV  | Bahrain Victorious TBV |
| ---------------------- | ----------------------- | ---------------------- |
| Num                    | Coureur                 | Pos                    |
| 171                    | Wout Poels (NED)        | 25e                    |
| 172                    | Damiano Caruso (ITA)    | 96e                    |
| 173                    | Jack Haig (AUS)         | 41e                    |
| 174                    | Gino Mäder (SUI)        | 55e                    |
| 175                    | Luis León Sánchez (ESP) | 51e                    |
| 176                    | Dylan Teuns (BEL)       | 1er                    |
| 177                    | Stephen Williams (GBR)  | 99e                    |

| Team DSM DSM | Team DSM DSM               | Team DSM DSM |
| ------------ | -------------------------- | ------------ |
| Num          | Coureur                    | Pos          |
| 181          | Søren Kragh Andersen (DEN) | 40e          |
| 182          | Romain Combaud (FRA)       | 89e          |
| 183          | Leon Heinschke (GER)       | 84e          |
| 184          | Joris Nieuwenhuis (NED)    | AB           |
| 185          | Florian Stork (GER)        | 137e         |
| 186          | Henri Vandenabeele (BEL)   | 94e          |
| 187          | Kevin Vermaerke (USA)      | AB           |

| TotalEnergies TEN | TotalEnergies TEN        | TotalEnergies TEN |
| ----------------- | ------------------------ | ----------------- |
| Num               | Coureur                  | Pos               |
| 191               | Alexis Vuillermoz (FRA)  | 10e               |
| 192               | Jérémy Cabot (FRA)       | 38e               |
| 193               | Fabien Doubey (FRA)      | AB                |
| 194               | Valentin Ferron (FRA)    | 109e              |
| 195               | Alan Jousseaume (FRA)    | 91e               |
| 196               | Paul Ourselin (FRA)      | 72e               |
| 197               | Cristian Rodríguez (ESP) | 45e               |

| EF Education-EasyPost EFE | EF Education-EasyPost EFE  | EF Education-EasyPost EFE |
| ------------------------- | -------------------------- | ------------------------- |
| Num                       | Coureur                    | Pos                       |
| 201                       | Rigoberto Urán (COL)       | 42e                       |
| 202                       | Ruben Guerreiro (POR)      | 7e                        |
| 203                       | Alberto Bettiol (ITA)      | 127e                      |
| 204                       | Simon Carr (GBR)           | 108e                      |
| 205                       | Odd Christian Eiking (NOR) | 24e                       |
| 206                       | Ben Healy (IRL)            | 130e                      |
| 207                       | Neilson Powless (USA)      | 19e                       |

| Lotto-Soudal LTS | Lotto-Soudal LTS         | Lotto-Soudal LTS |
| ---------------- | ------------------------ | ---------------- |
| Num              | Coureur                  | Pos              |
| 211              | Tim Wellens (BEL)        | 23e              |
| 212              | Thomas De Gendt (BEL)    | AB               |
| 213              | Sébastien Grignard (BEL) | 132e             |
| 214              | Matthew Holmes (GBR)     | 77e              |
| 215              | Andreas Kron (DEN)       | NP               |
| 216              | Sylvain Moniquet (BEL)   | 28e              |
| 217              | Viktor Verschaeve (BEL)  | 95e              |

| Sport Vlaanderen-Baloise SVB | Sport Vlaanderen-Baloise SVB | Sport Vlaanderen-Baloise SVB |
| ---------------------------- | ---------------------------- | ---------------------------- |
| Num                          | Coureur                      | Pos                          |
| 221                          | Jenno Berckmoes (BEL)        | 115e                         |
| 222                          | Ruben Apers (BEL)            | 135e                         |
| 223                          | Kamiel Bonneu (BEL)          | 27e                          |
| 224                          | Gilles De Wilde (BEL)        | 140e                         |
| 225                          | Rune Herregodts (BEL)        | AB                           |
| 226                          | Jens Reynders (BEL)          | AB                           |
| 227                          | Aaron Van Poucke (BEL)       | AB                           |

| Bingoal Pauwels Sauces WB BWB | Bingoal Pauwels Sauces WB BWB | Bingoal Pauwels Sauces WB BWB |
| ----------------------------- | ----------------------------- | ----------------------------- |
| Num                           | Coureur                       | Pos                           |
| 231                           | Mathijs Paasschens (NED)      | AB                            |
| 232                           | Johan Meens (BEL)             | AB                            |
| 233                           | Rémy Mertz (BEL)              | AB                            |
| 234                           | Kenny Molly (BEL)             | 76e                           |
| 235                           | Tom Paquot (BEL)              | 118e                          |
| 236                           | Marco Tizza (ITA)             | 126e                          |
| 237                           | Luc Wirtgen (LUX)             | AB                            |

| B&B Hotels-KTM BBK | B&B Hotels-KTM BBK     | B&B Hotels-KTM BBK |
| ------------------ | ---------------------- | ------------------ |
| Num                | Coureur                | Pos                |
| 241                | Franck Bonnamour (FRA) | AB                 |
| 242                | Alan Boileau (FRA)     | AB                 |
| 243                | Cyril Gautier (FRA)    | AB                 |
| 244                | Jonathan Hivert (FRA)  | 67e                |
| 245                | Victor Koretzky (FRA)  | 56e                |
| 246                | Eliot Lietaer (BEL)    | 79e                |
| 247                | Pierre Rolland (FRA)   | 114e               |